# Albertzwergkauz
Der Albertzwergkauz (Glaucidium albertinum, Syn.: Taenioglaux albertinum), auch Albert-Sperlingskauz oder Albertseekauz genannt, ist eine Vogelart aus der Familie der Eigentlichen Eulen (Strigidae).
Er ist dem Kapzwergkauz sehr ähnlich und wurde zeitweise mit diesem zusammengefasst.
Er kommt in der Demokratischen Republik Kongo und in Ruanda (Nyungwe-Wald) vor.
Das Verbreitungsgebiet umfasst ein kleines Waldgebiet im Albert-Graben (Albertine Rift) etwa in 2000 m Höhe.

## Beschreibung
Der Albertzwergkauz ist etwa 20 cm groß und wiegt um die 73 g. Der Kopf ist relativ groß ohne sichtbare Ohrbüschel. Die Oberseite ist kastanienbraun mit cremefarbener Pünktelung an Stirn, Scheitel und Nacken, die Flügeldecken haben cremefarbene Binden. Die Unterseite ist hell bis weiß mit dunklen Flecken, insbesondere an den Flanken. Der Schwanz ist braun mit großen weißen Flecken, die Augen sind blass gelb.
Vom Kapzwergkauz unterscheidet er sich durch die Pünktelung und die ziemlich einfarbige Rückenfiederung.

## Lebensweise
Zu Nahrung und Brutzeit liegen keine Angaben vor.

## Gefährdungssituation
Die Albertzwergkauz gilt als gefährdet (vulnerable).